# Cordelière

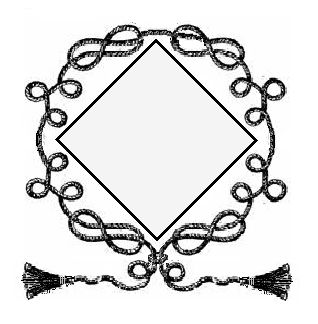
Cordelière

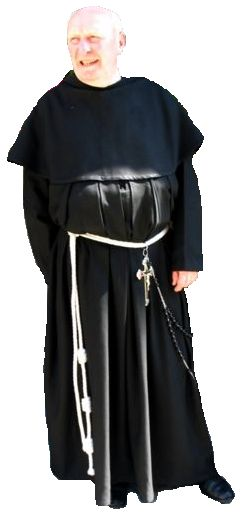
Een minderbroeder conventueel (franciscaan) met cordelière

Een cordelière is een van kunstige knopen voorzien koord dat rond een wapenschild is gelegd. Het is bij uitstek een vrouwelijk heraldisch symbool en wordt door weduwen gebruikt.
De traditie van de cordelière stamt uit de late middeleeuwen en lijkt in Frankrijk te zijn ontstaan, maar wordt ook in Nederland en Engeland nagevolgd.
Anna van Bretagne, weduwe van Frans I zou als eerste een dergelijk ornament aan haar wapen hebben toegevoegd. Men noemt ook een door haar gestichte Orde van de Dames van de Knoop als oorsprong van het gebruik van de cordelière.
Wanneer een weduwe het wapen van haar man wil blijven voeren, zal zij daar een koord omheen knopen. Wanneer een cordelière is afgebeeld, is het niet nodig om haar sekse te laten zien door een ruitvormig schild te gebruiken. Dat laatste kan een uitkomst zijn wanneer de figuren in het wapen zich niet lenen voor een schild in deze vorm.

## Habijt
Sommige ordes dragen rond het middel een koord. Met drie knopen bij het habijt van de Franciscanen en Minderbroeders. Deze worden gedragen ter hoogte van de knie, vooraan. De drie ronde knopen staan symbool voor hun geloften (zuiverheid, armoede en gehoorzaamheid).

## Andere betekenissen
- een gebeeldhouwd ornament op een gevel dat op een touw moet lijken

adelaar · Agnus Dei · alliantiewapen · andreaskruis · ankerkruis · armoriaal · baldakijn · barensteel · bezant · Bourgondisch kruis · brisure · cartouche · centaur · cordelière · dekkleed · dorpsvlag · dorpswapen· drieberg · dubbelkoppige adelaar · dwarsbalk · fleur de lis · fleuron · Friese adelaar · gaande leeuw · gecarteleerd · Gelderse leeuw · gepaald · gravenkroon · groot wapen · griffioen · hartschild · helmkroon · helmteken · heraldische kleur · herautstuk · hermelijn · hoed · Hollandse tuin · huismerk · Jeruzalemkruis · karbonkel · keizerskroon · keper · koek · kromstaf · kroon · krukkenkruis · kwartier · kwartileren · kwartierzoom · leeuw · markiezenkroon · merlet · molenijzer · motto · muurkroon · nassaublauw · natuurlijke kleur · Nederlandse leeuw · Nederlandse Maagd · ombrellino · ordeketen · palen · pentagram · pijlenbundel · raadselwapen · raaf · respectant · riddertoernooi · rijksbanier · rijkskleuren · rijksstandaard · rijkswapen · roos · Rudolfinische keizerskroon · Saksenros · Saladins Adelaar · scharlakenrood · schildhoofd · schildhouder · schildvoet · schildzoom · schoof · schuinbalk · schuinstreep sinister · sinister · sleutels van Petrus · socialistische heraldiek · sprekend wapen · stadskleuren · standaard · stedenmaagd · ster · tinctuur · vair · vermeerdering · vlag · vorstenhoed · vrijheidshoed · vrijkwartier · vrouwenwapen · wapen · wapenbelasting · Wapenboek Beyeren · Wapenboek Gelre · wapenbord · wapendiploma · wapendier · wapenkast · wapenkoning · wapenmantel · wapenrecht · wapenrol · wapenstier · wapentent · wassende en afnemende maan · Waterlandse zwaan · Westfriese boomwapens · wildeman · wolfsangel · wrong